# Brotos no Treze
Brotos no Treze foi um programa diário, produzido e exibido pela TV Rio, do Rio de Janeiro, de 1961 até 1965, apresentado à tarde por Carlos Imperial, dedicado ao público jovem, com números de dança e cantores de sucesso. Foi também onde vários artistas da música jovem da época foram lançados tais como José Ricardo, Wanderley Cardoso, Trio Ternura e Joelma.